# Susan Macdowell Eakins
Susan Hannah MacDowell Eakins (21 de septiembre de 1851 — 27 de diciembre de 1938) fue una pintora y fotógrafa estadounidense. Sus obras fueron presentadas por primera vez en la Pennsylvania Academy of Fine Arts, donde fue estudiante. Allí ganó el Premio Mary Smith en 1879 y el premio Charles Toppan en 1882. Uno de sus maestros fue el artista Thomas Eakins, que más tarde se convirtió en su marido. Pintó retratos y bodegones, pero también fue conocida por su fotografía. Tras la muerte su marido en 1916, Eakins se convirtió en una prolífica pintora. A lo largo de su vida, sus obras fueron expuestas en varias exposiciones colectivas, aunque su primera exposición individual no tuvo lugar hasta después de su muerte.